# Jeffrey Webb
Jeffrey D. Webb (George Town, Illes Caiman, 24 de setembre de 1964) és l'expresident de la Confederació del Nord, Centreamèrica i el Carib de Futbol Associació (CONCACAF), expresident de l'Associació de Futbol de les Illes Caiman (CIFA) i exvicepresident de la Federació Internacional de Futbol Associació (FIFA).
Jeffrey Webb va ser arrestat el 27 de maig de 2015 per la policia suïssa, que va actuar a petició del Departament de Justícia dels Estats Units, acusat de crim organitzat, frau electrònic i blanqueig de capitals en el conegut com a Cas Fifagate.
El setembre de 2016, va ser inhabilitat a perpetuïtat pel Comitè d'Ètica de la FIFA.

## Trajectòria
Webb va ser educat a la King High School i al Hillsborough Community College, Tampa, Florida, als Estats Units.
Durant més de tres dècades va estar vinculat al món del futbol. L'any 1991 va ser nomenat president de l'Associació de Futbol de les Illes Caiman.
Webb va ser gerent de desenvolupament empresarial a la Western Union del Fidelity Bank (Cayman) Limited, filial del Fidelity Bank & Trust International Limited, dedicat a la banca minorista, banca d'inversió, finançament corporatiu i gestió d'actius.
Al marge de la banca, Webb era copropietari d'una franquícia de la cadena de fleques Burrell "Captain's Bakery" a les Illes Caiman.

### Football
El 1994 va ser cooptat com a membre del Comitè Executiu de la Unió de Futbol del Carib i membre del Comitè de Protocol de la FIFA el 1995. Abans del seu nomenant a la Cifa, Webb va ser president del club de futbol local Strikers FC.
A l'òrgan de govern de la FIFA, l'any 2002, Webb va assumir la vicepresidència del Comitè d'Auditoria Interna de la FIFA i la presidència el 2011. Va ser membre de la Comissió de Transparència i Compliment de la FIFA i, més recentment, va ser nomenat membre dels Comitès de Finances, Estratègia de la FIFA, Emergència i Organització de la Copa del Món.
Webb també va participar de les delegacions de la FIFA a la Copa del Món, inclosa França (1998), la Copa del Món Femenina dels EUA (1999), Corea / Japó (2002), Alemanya (2006) i Sud-àfrica (2010).
Durant el mandat de Webb com a president de Cifa, es va informar que els jugadors britànics estaven oferint fins a 70 mil lliures esterlines per representar les Illes Caiman en el futbol internacional. Es creia erròniament que qualsevol que tingués un passaport britànic era elegible per formar part de l'equip nacional de les Illes Caiman. El març de 2000, la FIFA va intervenir i va impedir que diversos jugadors anglesos juguessin amb les Illes Caiman.

### Concacaf
Webb va ser elegit per unanimitat per dirigir la Concacaf el 23 de maig de 2012, a Budapest, Hongria. Es va convertir en el quart president de la història de la Confederació i el líder més jove de qualsevol associació regional de la FIFA per assolir aquesta posició.
Com a president de la Concacaf, Webb també es va convertir en vicepresident de la FIFA i membre oficial del comitè executiu de l'òrgan de govern. A més, el març de 2013 Webb va ser nomenat pel president de la FIFA, Joseph Blatter, com a president del grup de treball antidiscriminació de la FIFA, per a supervisar tots els assumptes relacionats amb la discriminació al futbol mundial.
El 2012, Webb va assumir la presidència de l'Associació de Futbol de les Illes Caiman (Cifa).
Webb va nomenar un nou secretari general amb residència a Miami, Enrique Sanz de Santamaría, facilitant que la seu de la Concacaf es traslladés a Miami.

## Fifagate
El setembre de 2014, Webb va ser un dels diversos executius de la FIFA en demanar la publicació de l'Informe Garcia en relació amb les acusacions de corrupció per les adjudicacions de les candidatures de Rússia i Qatar per organitzar els mundials de 2018 i 2022.
El 27 de maig de 2015, Jeffrey Webb va ser un dels set membres de la FIFA detinguts a l'Hotel Baur au Lac de Zúric (Suïssa), en el marc de les investigacions liderades pel Departament de Justícia dels Estats Units en el denominat Cas Fifagate. Els dirigents, que estaven preparant el 65è congrés de la FIFA per elegir nou president, van ser formalment acusats de diversos delictes de corrupció. Les investigacions de l'FBI van determinar que els delictes es remuntaven a l'any 1991 i que el total defraudat superava els 150 milions de dòlars en suborns per adjudicar-se els drets de màrqueting dels grans tornejos de futbol. Els altres sis detinguts van ser: Eduardo Li, Eugenio Figueredo, Julio Rocha López, Costas Takkas, Rafael Esquivel i José Maria Marin. També van ser imputats altres executius relacionats amb el màrqueting esportiu com Alejandro Burzaco, Aaron Davidson, Hugo Jinkis, Mariano Jinkis i José Margulies. Simultàniament, una altra operació d'escorcoll es va realitzar a la seu de la Concacaf a Miami.
Jeffrey Webb va ser acusat de crim organitzat, frau, blanqueig de capitals i altres càrrecs fins a un total de disset. El 18 de juliol de 2015, Webb va ser extradit als Estats Units i es va declarar no culpable davant un tribunal federal de Brooklyn (Nova York). Va sortir en llibertat sota fiança de 10 milions de dòlars, arrest domiciliari i control telemàtic. A finals de 2018, Jeffrey Webb seguia en llibertat condicional a l'espera de la sentència definitiva que els tribunals de Nova York tenien programada pel 7 de març de 2019.
El 9 de setembre de 2016, després de ser inhabilitat pel Comitè d'Ètica de la Fifa, Webb va ser substituït per Alfredo Hawit a la Concacaf i Bruce Blake a la Cifa.
L'11 de febrer de 2019, la jutgessa Pamela K. Chen va ajornar la sentència definitiva fins al 10 de setembre de 2019.
L'agost de 2019, els advocats de Webb van sol·licitar un nou ajornament de la sentència que va ser concedit per la jutgessa Chen tot fixant com a nova data el 10 de març de 2020. Posteriorment, la sente`ncia va ser reprogramada al 15 de setembre de 2020.